# Liga da Guiana Francesa de Voleibol
A Liga da Guiana Francesa de Voleibol  (em francesː Ligue de Guyane de Volley-Ball,LGV) é  uma organização fundada em 1997, que governa a pratica de voleibol na Guiana Francesa, sendo membro da Federação Internacional de Voleibol, a entidade é responsável por  organizar  os campeonatos nacionais de  voleibol, masculino e feminino no país.